# Shin Ji-min
Shin Ji-min (Seúl, 8 de enero de 1991), más conocida como Jimin, es una cantante, rapera, compositora y guitarrista surcoreana. Conocida por haber sido líder y rapera principal del grupo femenino AOA, el cual debutó en 2012 bajo FNC Entertainment. En 2015, Jimin fue la semifinalista de la primera temporada de Unpretty Rapstar. Durante el programa, ella lanzó varios sencillos exitosos de colaboración, el más destacado fue «Good Start» (con Lim Seulong) y «Puss» con (Iron).
Jimin debutó como solista en 2016 con el sencillo «Call You Bae» (con Xiumin).

## Primeros años
Jimin nació el 8 de enero de 1991 en Seúl, Corea del Sur. Ella aprendió a tocar la guitarra, armónica y piano cuando era niña. Durante su primer y segundo año de secundaria, estudió en el extranjero en una escuela de idioma chino durante dos años. Mientras vivía en China, ella asistió a una escuela de música.

## Carrera
El 30 de julio de 2012, Jimin hizo su debut como miembro de AOA en el programa de Mnet, M! Countdown con la canción «Elvis» del primer álbum sencillo Angel's Story. Ella también es parte de la unidad de la banda AOA Black, establecida en 2013. Jimin escribió el rap del sencillo de AOA Black «Moya».

### Carrera en solitario
A principios de 2015, Jimin fue parte del programa de variedad Unpretty Rapstar, un spin-off de Show Me the Money. Unpretty Rapstar es un programa de supervivencia de raperas femeninas. El programa consiste en una competición de eliminación directa a través de actuaciones de rap. Durante el programa, Jimin lanzó varios sencillos de colaboración, como «T4S4» con MC Meta y Nuck. Su canción con Lim Seulong, «Good Start», fue producida por Verbal Jint y se posicionó en el número dos de Gaon Singles Chart. «Puss», su canción de rap para la batalla fue cantada junto con el rapero Iron durante las semifinales, se posicionó en el número uno de Gaon Singles Chart. Ella también fue miembro del elenco del programa de variedad Off to School durante cuatro episodios, comenzando el 17 de marzo de 2015.
El 8 de abril, Jimin y J.Don de N.Flying lanzaron un sencillo colaborativo titulado «God». La canción fue producida por Rhymer de Brand New Music como parte del proyecto de FNC Entertainment, N Project. El vídeo musical de la canción fue basado en Juego de Tronos.
Jimin debutó como solista el 3 de marzo de 2016, con el sencillo «Call You Bae» con Xiumin de EXO. El sencillo es el primer lanzamiento del proyecto en solitario de Jimin #OOTD (Outfit of the Day).

## Controversias
El 3 de julio de 2020, su antigua compañera de grupo Mina señaló que durante toda su estancia en el grupo fue víctima de bullying por parte de Jimin, lo que desencadenó un boicot social contra esta última. Jimin abandonaría el grupo y la industria del entretenimiento días después debido a esta acusación, anuncio dado a conocer por su agencia FNC Entertainment.

## Discografía

### Sencillos
| Título                           | Año  | Posiciones en gráficos | Ventas                 | Álbum            |
| Título                           | Año  | KOR                    | Ventas                 | Álbum            |
| -------------------------------- | ---- | ---------------------- | ---------------------- | ---------------- |
| «T4SA» (con MC Meta & Nuck)      | 2015 | 50                     | - KOR (DL): 73,272+    | Unpretty Rapstar |
| «Good Start» (con Lim Seulong)   | 2015 | 2                      | - KOR (DL): 746,517+   | Unpretty Rapstar |
| «Puss» (con Iron)                | 2015 | 1                      | - KOR (DL): 992,890+   | Unpretty Rapstar |
| «God» (con J.Don)                | 2015 | 38                     | - KOR (DL): 65,255+    | Sin álbum        |
| «Yahae» (Kang Min-hee ft. Jimin) | 2015 | 80                     | - KOR (DL): 27,633+    | Sin álbum        |
| «Call You Bae» (ft. Xiumin)      | 2016 | 5                      | 3 - KOR (DL): 482,376+ | Sin álbum        |

## Filmografía

### Programas de telerrealidad
| Año  | Título             | Papel      | Cadena    | Notas                                          |
| ---- | ------------------ | ---------- | --------- | ---------------------------------------------- |
| 2013 | Cheongdam-dong 111 | Ella misma | tvN       | Programa de telerrealidad de FNC Entertainment |
| 2015 | AOA's One Fine Day | Ella misma | MBC Music | Programa de telerrealidad de AOA               |

### Programas de variedad
| Año  | Título               | Papel             | Cadena      | Notas                                                      |
| ---- | -------------------- | ----------------- | ----------- | ---------------------------------------------------------- |
| 2014 | 2 Days & 1 Night     | Invitada especial | KBS 2TV     | Ep. 349 (Temporada 3, Ep. 28) - junto a Seolhyun & Choa    |
| 2015 | Unpretty Rapstar     | Concursante       | Mnet        | Semifinalista                                              |
| 2015 | Off to School        | Invitada          | JTBC        | Episodios 36-39 (en Gwacheon Foreign Language High School) |
| 2015 | Bon Bun Olympic      | Invitada          | KBS         | Programa especial de Año Nuevo Lunar                       |
| 2015 | King of Mask Singer  | Jueza             | MBC         | juez invitada - Temporada 2, Episodios 5-6                 |
| 2015 | It's Okay            | Invitada regular  | SBS         |                                                            |
| 2015 | Weekly Idol          | Invitada          | MBC Every 1 | Ep. 200 (con Choa & N.Flying)                              |
| 2015 | Weekly Idol          | Invidata          | MBC Every 1 | Ep. 204 con AOA                                            |
| 2015 | Let's Go! Dream Team | Invitada regular  | SZTV        | Versión china (con Chanmi)                                 |
| 2019 | Running Man          | Invitada          | SBS         | ep. #436                                                   |

## Premios y nominaciones
| Año  | Premio                 | Categoría       | Trabajo nominado  | Resultado |
| ---- | ---------------------- | --------------- | ----------------- | --------- |
| 2015 | 7th MelOn Music Awards | Hot Trend Award | «Puss» (con Iron) | Nominada  |